# جينو باولي

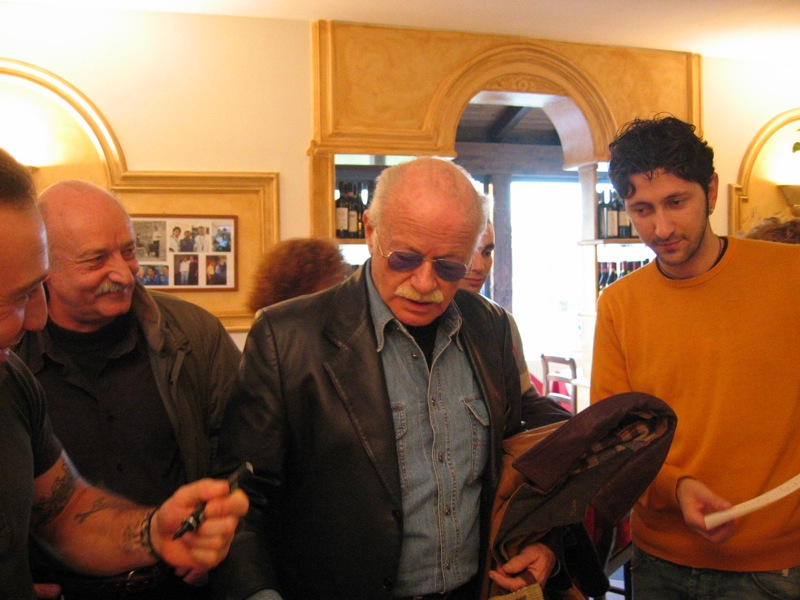
جينو باولي

جينو باولي (بالإيطالية: Gino Paoli)(النطق الإيطالي: [ˈdʒiːno ˈpaːoli]) (مونفالكوني، بمقاطعة غوريتسيا، 1934). مغني مؤلف وموسيقي إيطالي. يعتبر واحداً من أهم ممثلي الموسيقى الإيطالية في الستينات والسبعينات.
عرف أولى نجاحاته سنة 1960 بفضل أغنية لا غاتا. تلاه نجاح آخر بأغنية سابوري دي سالي التي وزعها موسيقياً إنيو موريكوني. في السنة التالية سجل أغنية سنسا فيني المستلهمة من قصة غرمه بالمغنية أورنيلا فانوني.
شاركت في عدة دورات من مهرجان سان ريمو للأغنية، وتعاون مع العديد من الزملاء لعمل ألبومات و أغاني فردية ناجحة، كما ألـّف الموسيقى التصويرية.

## روابط خارجية
- جينو باولي على موقع IMDb (الإنجليزية)
- جينو باولي على موقع ميوزك برينز (الإنجليزية)
- جينو باولي على موقع أول ميوزيك (الإنجليزية)
- جينو باولي على موقع ديسكوغز (الإنجليزية)
- جينو باولي على موقع قاعدة بيانات الفيلم (الإنجليزية)